# Хоакин Финикс
Хоакин Рафаел Финикс (енгл. Joaquin Rafael Phoenix; Сан Хуан, 28. октобар 1974) амерички је глумац, продуцент и активиста. Добитник је бројних награда међу којима су Оскар, Греми, два Златна глобуса и БАФТА.

## Детињство и младост
Феникс је рођен као Хоакин Рафаел Ботом у округу Рио Пиедрас у Сан Хуану у Порторику 28. октобра 1974, као син америчких родитеља из САД. Он је треће од петоро деце, после Ривера (1970–1993) и Рејна (рођен 1972), и пре Либертија (рођен 1976) и Самера (рођен 1978), који су се сви бавили глумом. Такође има полусестру по имену Џодин (рођена 1964) из очеве претходне везе. Рођен је с трагом на усни, за коју тврди да није расцепљена. Његов отац, Џон Ли Ботом, пореклом је из Калифорније и углавном је енглеског порекла са неким немачким и француским пореклом. Његова мајка Арлин (рођена Дунец) рођена је у Њујорку од јеврејских родитеља Ашкеназија, чије су породице биле из Мађарске и Русије.
Арлин се преселила у Калифорнију, сусрећући оца Феникса док је стопирала. Венчали су се 1969; године касније, придружили су се верском култу званом Божја деца и почели путовати по Јужној Америци и Порторику на Карибима, где је Рођен Феникс. На крају су постали разочарани култом и одлучили су да напусте групу, враћајући се у САД 1977. године када је Феникс имао три године. Презиме су променили у Финикс, по митској птици која се уздиже из сопственог пепела, симболизујући нови почетак. Феникс је почео да се назива „Лист“ отприлике у то време, надахнут проводећи време на отвореном грабећи лишће и желећи да добије име везано за природу попут своје браће и сестара. То је постало име које је користио као дете глумац, све док га није променио у Хоакин са 15 година.

## Каријера

### Почетак
Да би обезбедили храну и финансијску подршку породици, деца Финикса су наступала на разним такмичењима талената, певајући и свирајући на инструментима. У Лос Анђелесу је његова мајка почела да ради као извршна секретарка за НБЦ, а отац као пејзажни архитекта. Финикса и његову браћу и сестре на крају је открила једна од водећих холивудских агентица за децу, Ирис Бертон, која је за петоро деце нашла глумачки посао, где су они радили рекламе и наступе у телевизијским емисијама. У доби од осам година, Хоакин је дебитовао заједно са братом Ривером у телевизијској серији  Seven Brides for Seven Brothers у епизоди „Christmas Song“ 1982. године. У својој првој главној улози, Феникс је глумио против Ривера у ABC Afterschool Special под насловом Backwards: The Riddle of Dyslexia (1984). Такође 1984. године, Финикс је гостовао у Murder, She Wrote, у епизоди "We're Off to Kill the Wizard" са његовом сестром Самер и појединачним епизодама The Fall Guy и Hill Street Blues.
Након појављивања у телевизијском филму за ЦБС, Kids Don't Tell  (1985), Финикс је у позоришном филму дебитовао у SpaceCamp (1986) као Макс, дванаестогодишњак који одлази у свемирски центар Кенеди да би научио о НАСА-ином свемирском програму и пролази астрономску обуку аматера. Исте године је гостовао у антологијској серији Alfred Hitchcock Presents, епизода „A Very Happy Ending“, глумећи дете које уцењује убицу (глуми га Роберт Логија) да убије свог оца (Џон Априја).
Прва улога Финикса у главној улози била је у филму Russkies (1987), о групи пријатеља који су се несвесно спријатељили са руским војником током хладног рата. Феникс се потом појавио у комедији-драми Parenthood(1989) Рона Хауарда, у којој је глумио повученог тинејџерског нећака лика Стива Мартина. Критичари су филм добро прихватили и зарадио је 126 милиона долара широм света. Финикс је номинован за награду за младог уметника за најбољег младог глумца у дугометражном филму за свој наступ у филму. Након што се утврдио као дете глумац, Хоакин је одлучио да се на неко време повуче из глуме и са оцем путује у Мексико и Јужну Америку.
Дана 31. октобра 1993, три дана након Хоакиновог 19. рођендана, његов старији брат Ривер умро је од предозирања у клубу The Viper Room у западном Холивуду. Хоакин, који је пратио свог брата и старију сестру Рејн у клуб, позвао је 911 да потражи помоћ за свог брата. Након Риверове смрти, телефонски позив је више пута емитован у ТВ и радио емисијама. Као резултат медијског бљештавила, његова породица се повукла из јавности.

### 1995–1999: Повратак глуми
Након повратка глуми, Феникс је често бивао у споредним улогама као сукобљени, несигурни ликови са тамном страном. 1995. године глумио је у филму To Die For, узнемиреном младићу којег жена (Никол Кидман) заводи да почини убиство. Режирао га је Гас Ван Сан, филм је приказан ван конкуренције на Филмском фестивалу у Кану 1995. године и постигао је финансијски и критички успех, што је резултирало укупном домаћом благајном од 21 милион долара.
1997. Финикс је глумио у филму U Turn, Оливера Стоуна и сиромашног мушкарца заљубљеног у богату жену у Inventing the Abbotts. Филмови су примљени углавном са мешовитим и негативним критикама, а ниједан од њих није добро прошао на благајнама.
Следеће године, Феникс је глумио у Clay Pigeons (1998) као младић у малом граду који се спријатељио са серијским убицом. Филм је у буџету износио 8 милиона долара, а филм је постао промашај за благајне, зарадивши само милион долара, а критичари га, попут претходних пројеката Финикса, нису добро прихватили.
У свом следећем филму, 8mm  (1999), Финикс је глумио службеника продавнице који помаже Тому Велсу (Николас Кејџ) да истражи подземље илегалне порнографије. Испоставило се да је филм успео на благајнама, зарадио је 96 милиона долара широм света, али је међу критичарима нашао мало поштовалаца.

## Филмографија
| Улоге Хоакина Феникса |                             |               |                     | |
| Година                | Српски назив                | Изворни назив | Улога               | Напомена |
| 1986.                 |                             |               | Макс                | |
| 1987.                 |                             |               | Дени                | |
| 1989.                 |                             |               | Гари Бакман-Лампкин | |
| 1995.                 |                             |               | Џими Емет           | |
| 1997.                 | Потпуни заокрет             |               | Тоби Н. Такер       | |
| 1997.                 |                             |               | Даг Холт            | |
| 1998.                 | 8mm                         |               | Макс Калифорнија    | |
| 1998.                 |                             |               | Клеј Бидвел         | |
| 1998.                 |                             |               | Луис Макбрајд       | |
| 2000.                 | Дворишта                    |               | Вили Гутјерез       | |
| 2000.                 |                             |               |                     | |
| 2000.                 | Гладијатор                  |               | Комод               | |
| 2001.                 | Буфало војници              |               | Реј Елвуд           | |
| 2002.                 | Знаци                       |               | Мерил Хес           | |
| 2003.                 |                             |               |                     | |
| 2003.                 | Све о љубави                |               | Џон                 | |
| 2004.                 | Лестве 49                   |               | Џек Морисон         | |
| 2004.                 | Село                        |               | Лушијус Хант        | |
| 2004.                 | Хотел Руанда                |               | Џек Даглиш          | |
| 2005.                 | Ход по ивици                |               | Џони Кеш            | Златни глобус за најбољег главног глумца (комедија или мјузикл) |
| 2006.                 | Земљани                     |               | приповедач          | |
| 2007.                 | Ноћ је наша                 |               | Боби Грин           | |
| 2007.                 |                             |               |                     | |
| 2008.                 | Љубавнице                   |               | Леонард             | |
| 2012.                 |                             |               |                     | |
| 2013.                 | Она                         |               | Теодор Твомбли      | |
| 2017.                 | Заиста, никад ниси био овде |               | Џо                  | |
| 2019.                 | Џокер                       |               | Артур Флек / Џокер  | Оскар за најбољег глумца у главној улози БАФТА за најбољег глумца у главној улози Златни глобус за најбољег главног глумца (драма) Награда Удружења филмских глумаца за најбољег глумца у главној улози |
| 2023.                 | Бо се боји                  |               | Бо Васерман         | |
| 2023.                 | Наполеон                    |               | Наполеон Бонапарта  | |
| 2024.                 | Џокер: Лудило у двоје       |               | Артур Флек / Џокер  | |